# Eurovision Song Contest 1972
Eurovision Song Contest 1972 blev afholdt 25. marts 1972 i Edinburgh, selvom Monaco der havde vundet året før. Vinderen fra Luxembourg, Vicky Leandros, havde også deltaget i 1967.

## Deltagere og resultater
| Land           | Solist                            | Sang                          | Plads | Point |
| -------------- | --------------------------------- | ----------------------------- | ----- | ----- |
| Vesttyskland   | Mary Roos                         | Nur die Liebe läßt uns leben  | 3     | 107   |
| Frankrig       | Betty Mars                        | Comé-comédie                  | 11    | 81    |
| Irland         | Sandie Jones                      | Ceol an ghrá                  | 15    | 72    |
| Spanien        | Jaime Morey                       | Amanece                       | 10    | 83    |
| Storbritannien | New Seekers                       | Beg, Steal or Borrow          | 2     | 114   |
| Norge          | Grethe Kausland & Benny Borg      | Småting                       | 14    | 73    |
| Portugal       | Carlos Mendes                     | A festa da vida               | 7     | 90    |
| Schweiz        | Veronique Muller                  | C'est la chanson de mon amour | 8     | 88    |
| Malta          | Helen & Joseph                    | L-imħabba                     | 18    | 48    |
| Finland        | Päivi Paunu & Kim Floor           | Muistathan                    | 12    | 78    |
| Østrig         | The Milestones                    | Falter im Wind                | 5     | 100   |
| Italien        | Nicola di Bari                    | I giorni dell'arcobaleno      | 6     | 92    |
| Jugoslavien    | Tereza Kesovija                   | Muzika i ti                   | 9     | 87    |
| Sverige        | Family Four                       | Härliga sommardag             | 13    | 75    |
| Monaco         | Anne-Marie Godart & Peter MacLane | Comme on s'aime               | 16    | 65    |
| Belgien        | Serge & Christine Ghisoland       | À la folie ou pas du tout     | 17    | 55    |
| Luxembourg     | Vicky Leandros                    | Après toi                     | 1     | 128   |
| Holland        | Sandra & Andres                   | Als het om de liefde gaat     | 4     | 106   |